# Манхэттенский проект (фильм)
«Манхэттенский проект» (англ. The Manhattan Project) — американский художественный фильм в жанре научно-фантастического триллера, поставленный режиссёром Маршаллом Брикманом. Фильм повествует о попытке старшеклассников создать ядерную бомбу для выставки естествознания. Премьера состоялась в Лос-Анджелесе и Нью-Йорке 13 июня 1986 года.

## Сюжет
Доктор Мэтьюсон открывает способ почти полной очистки плутония. Правительство США предоставляет ему лабораторию в пригороде Нью-Йорка, замаскированную под медицинский центр. Там учёный знакомится с агентом по недвижимости Элизабет Стивенс и, чтобы привлечь внимание красотки, приглашает её сына-старшеклассника Пола к себе в лабораторию, не подозревая об увлечении подростка и его подружки журналистки Дженни наукой.

## В ролях
| Актёр              | Роль                 |
| ------------------ | -------------------- |
| Джон Литгоу        | доктор Джон Мэтьюсон |
| Джилл Айкенберри   | Элизабет Стивенс     |
| Кристофер Коллей   | Пол Стивенс          |
| Синтия Никсон      | Дженни Эндерман      |
| Джон Махони        | лейтенант Конрой     |
| Роберт Шон Леонард | Макс                 |

## Прокат
При производственном бюджете в 18 млн долларов кассовые сборы фильма составили 3,9 млн долларов.

## Критика
«Манхэттенский проект» получил смешанные отзывы критиков. На платформе Rotten Tomatoes он получил рейтинг 50 % на основе 18 рецензий кинокритиков.
Критик Chicago Sun-Times Роджер Эберт поставил фильму четыре звезды из четырех возможных и назвал его «умным, забавным и очень искусным триллером… который максимально приближен к повседневной жизни убедительных людей, так что пугающие аспекты фильма убедительны». Он особенно отметил, насколько «утонченным» был фильм об отношениях между Полом Стивенсом и Джоном Мэтьюсоном, высоко оценив способность Брикмана «сочетать повседневные личностные конфликты с забавным, чудаковатым стилем видения вещей и превращать все это в напряженный и эффективный триллер. Не часто в одном фильме можно увидеть столько разных удовольствий».